# Glycerine (nummer)
"Glycerine" is een nummer van de Britse band Bush. Het nummer verscheen op hun debuutalbum Sixteen Stone uit 1994. Op 14 november 1995 werd het nummer oorspronkelijk uitgebracht als de vierde single van het album en op 7 april 1996 heruitgegeven.

## Achtergrond
"Glycerine" is geschreven door zanger en gitarist Gavin Rossdale over zijn toenmalige vriendin, model Jasmine Lewis. Hij schreef het in zijn flat in Londen en voelde dat er een oud, mystiek element in het nummer zat toen hij het schreef. In een interview in 2017 vertelde hij hierover: "Ik was een soort kanaal. Iets aan dat nummer was groter dan alle andere dingen die we deden." Het nummer bereikte in het Verenigd Koninkrijk geen hitlijsten, maar kwam in de Amerikaanse Billboard Hot 100 tot plaats 28 en werd zodoende de grootste hit van de band. In Nederland werd het een kleine hit met een 35e plaats in de Top 40 en een 41e positie in de Mega Top 50.
De videoclip van "Glycerine" werd opgenomen in een korte periode terwijl de band op tournee was door de Verenigde Staten. De clip moest met haast worden opgenomen, omdat de visa van de bandleden waren verlopen. Desondanks was de clip erg populair en won het in de categorie Viewer's Choice tijdens de MTV Video Music Awards in 1996. Ook was het tijdens deze show genomineerd in de categorie Best Alternative Video, maar verloor het van "1979" van The Smashing Pumpkins. Een liveversie van het nummer, in samenwerking met Rossdales toenmalige vrouw Gwen Stefani, werd in 2012 uitgebracht op single en bereikte de top 40 in diverse Amerikaanse rocklijsten.

## Hitnoteringen

### Nederlandse Top 40
| Hitnotering: 20-07-1996 t/m 03-08-1996 | Hitnotering: 20-07-1996 t/m 03-08-1996 | Hitnotering: 20-07-1996 t/m 03-08-1996 | Hitnotering: 20-07-1996 t/m 03-08-1996 | Hitnotering: 20-07-1996 t/m 03-08-1996 |
| Week                                   | 1                                      | 2                                      | 3                                      |                                        |
| -------------------------------------- | -------------------------------------- | -------------------------------------- | -------------------------------------- | -------------------------------------- |
| Positie                                | 39                                     | 37                                     | 35                                     | uit                                    |

### Mega Top 50
| Hitnotering: 27-07-1996 t/m 17-08-1996 | Hitnotering: 27-07-1996 t/m 17-08-1996 | Hitnotering: 27-07-1996 t/m 17-08-1996 | Hitnotering: 27-07-1996 t/m 17-08-1996 | Hitnotering: 27-07-1996 t/m 17-08-1996 | Hitnotering: 27-07-1996 t/m 17-08-1996 |
| Week                                   | 1                                      | 2                                      | 3                                      | 4                                      |                                        |
| -------------------------------------- | -------------------------------------- | -------------------------------------- | -------------------------------------- | -------------------------------------- | -------------------------------------- |
| Positie                                | 49                                     | 45                                     | 41                                     | 43                                     | uit                                    |

### NPO Radio 2 Top 2000
| Nummer met noteringen in de NPO Radio 2 Top 2000 | '16  | '17  | '18  | '19  | '20  | '21  | '22  | '23  | '24  |
| ------------------------------------------------ | ---- | ---- | ---- | ---- | ---- | ---- | ---- | ---- | ---- |
| Glycerine                                        | 1328 | 1139 | 1386 | 1432 | 1327 | 1403 | 1315 | 1339 | 1568 |

1. ↑  Een vetgedrukt getal geeft de hoogste notering aan.
2. ↑  2016 was het eerste jaar met een notering voor dit nummer.